# Mitrophyllum roseum
Mitrophyllum roseum är en isörtsväxtart som beskrevs av L. Bol. Mitrophyllum roseum ingår i släktet Mitrophyllum och familjen isörtsväxter. Inga underarter finns listade i Catalogue of Life.